# Тони Бенет
Тони Бенет (на английски: Tony Bennett), с рождено име Антъни Доминик Бенедето (на английски: Anthony Dominick Benedetto), е американски изпълнител на популярна, класическа и джаз музика. Тони е и художник, автор на много творби под името Антъни Бенедето, които са на постоянни изложби в няколко институции. Той е създател на училище за изкуства „Франк Синатра“ в Астория.

## Биография
Антъни „Тони“ Доминик Бенедето е роден на 3 август 1926 г. в Ню Йорк, САЩ.
Тони има над 17 награди „Грами“, включително специалната награда за „постижение на живота“. Носител е и на две награди „Еми“.
Страда от болестта на Алцхаймер от 2016 г. Умира в Ню Йорк през 2023 г.

## Дискография
Тони Бенет е издал над 70 албума през кариерата си, почти всички под лейбъла на Колумбия Рекърдс. Най-продаваните са I Left My Heart In San Francisco („Оставих сърцето си в Сан Франциско“), MTV: Unplugged (поредица на MTV) и Duets: American Classics („Дуети: Американски класики“), всички достигнали платинен статут с над 1 милион продадени копия. Влиза в класациите с над 30 свои песни в началото на 50-те години на 20 век. През периода 1968 – 2010 г. не влиза в класации. Последните му хитове, които достигат челни позиции на джаз чартовете са от дуетния албум Cheek to cheek („Буза до буза“) с Лейди Гага.